# Énergie solaire en Inde

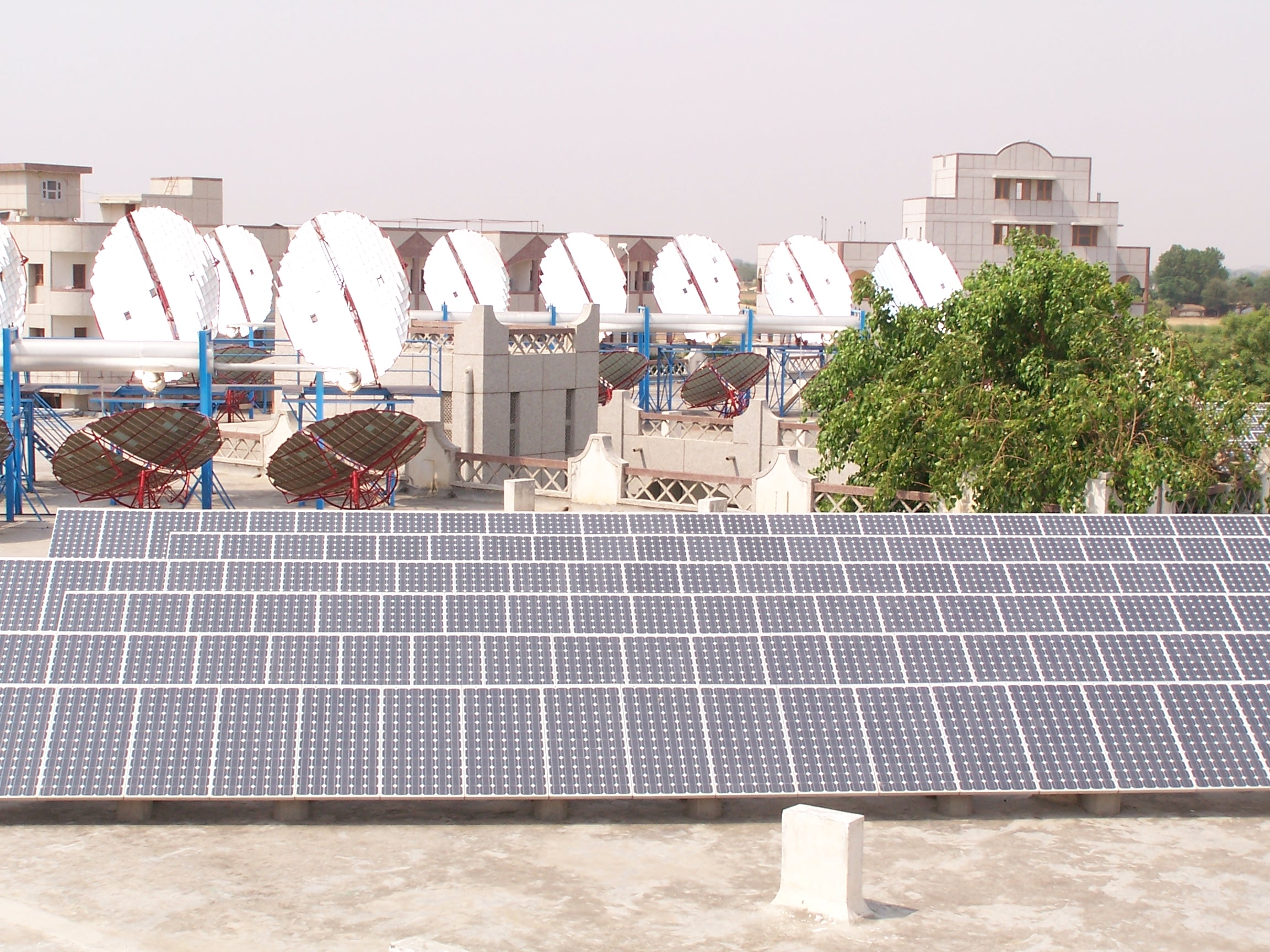
Centrale solaire au Centre de Retraite Om Shanti, Gurgaon, 12 août 2010.

L'énergie solaire en Inde connait une croissance très rapide depuis le lancement de la Jawaharlal Nehru National Solar Mission lancée par le gouvernement en 2008 ; les années 2009 à 2011 ont été marquées par des taux de croissance à trois chiffres et la production du solaire photovoltaïque a encore progressé de 22 % en 2022 et 39 % en 2023.
La filière solaire thermique de l'Inde se classe au 6e rang mondial en 2020, très loin derrière la Chine, mais en forte croissance.
La filière photovoltaïque fournissait 6,7 % de la production nationale d'électricité en 2024. L'Inde est le 3e producteur d'électricité photovoltaïque avec une part de 6,5 % de la production mondiale, derrière la Chine (39,7 %) et les États-Unis (14,5 %). L'Agence internationale de l'énergie estime la pénétration théorique du solaire photovoltaïque à 9,5 % de la consommation totale d'électricité du pays fin 2024 (Union européenne : 14 % ; Chine : 13,1 % ; États-Unis : 7,9 %).
En 2024, l'Inde a installé 31,9 GWc, soit 4,1 % du marché mondial (3e marché de l'année, derrière la Chine et les États-Unis), portant sa puissance installée au 3e rang mondial avec 5,5 % du total mondial, derrière la Chine et les États-Unis.
La filière solaire thermodynamique à concentration est en démarrage, avec une puissance installée en service de 343 MWc, au 7e rang mondial avec 5,0 % du total mondial en 2024.

## Potentiel solaire de l'Inde

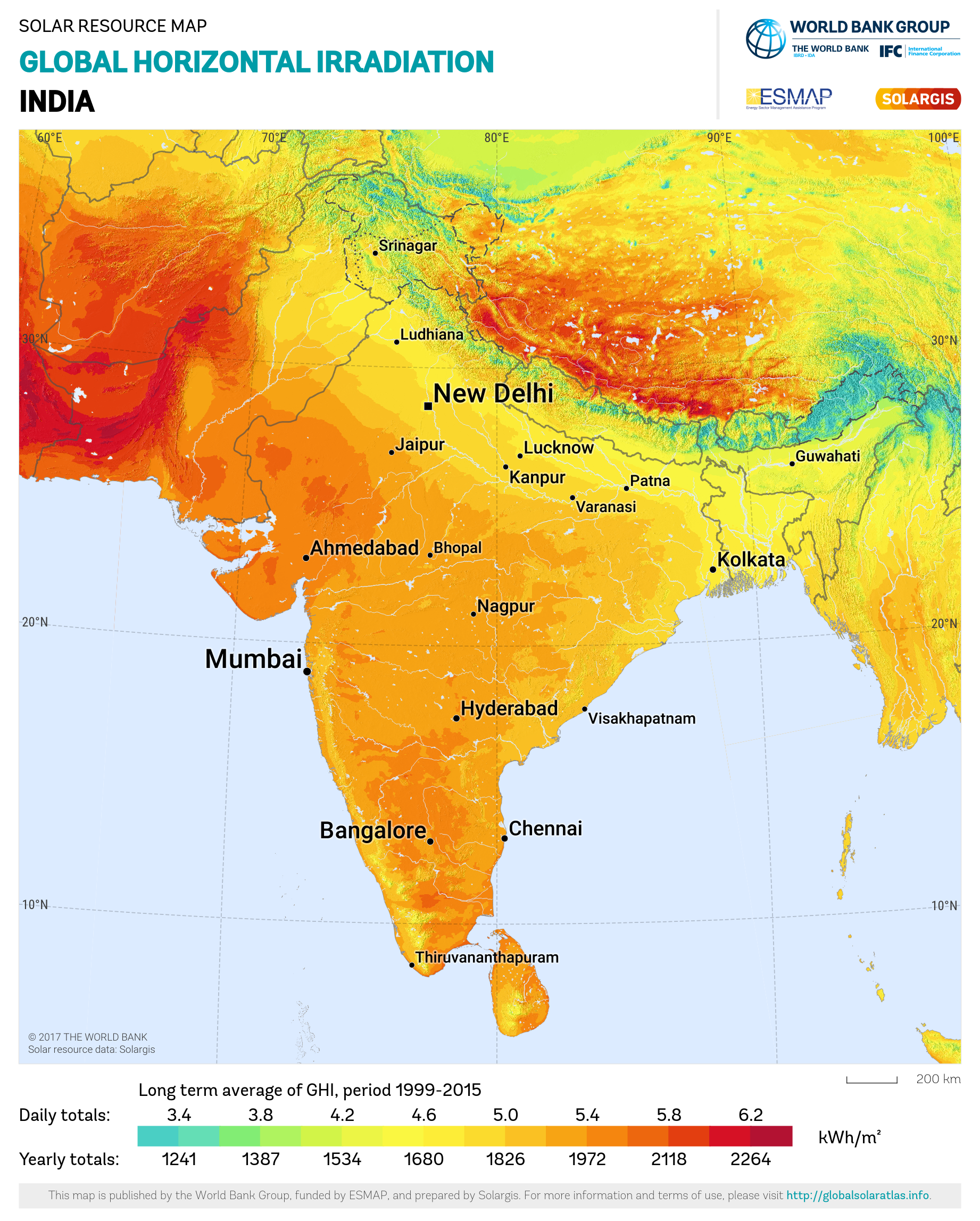
Irradiation horizontale globale en Inde.

Une étude du cabinet McKinsey classe l'Inde au premier rang mondial pour le potentiel solaire avec son rendement annuel de 1700 à 1 900 kWh par kW crête installé (kWh/kWc), suivie par les États-Unis (surtout la Californie), Hawaii et l'Espagne (1 600 kWh/kWc) ; plus loin viennent l'Italie, l'Australie et la Chine.
Selon les attendus du programme Jawaharlal Nehru National Solar Mission (JNNSM) : « L'Inde est un pays tropical, où la lumière du soleil est disponible de longues heures par jour et avec une forte intensité. L'énergie incidente solaire moyenne journalière varie en Inde de 4 à 7 kWh/m2 avec environ 1500–2000 heures d'ensoleillement par an, selon la localisation, résultant en une irradiation incidente cumulée d'environ 5 000 000 milliards de kWh/an ».
La carte ci-jointe montre que le meilleur potentiel solaire est dans l'ouest (Gujarat et Rajasthan), mais aussi sur le plateau du Deccan et dans l'est du Cachemire.

## Solaire thermique
Selon l'Agence internationale de l'énergie, fin 2020, la puissance installée cumulée des capteurs solaires thermiques en Inde atteignait 11 476 MWth (16,4 Mm2 de capteurs), au 6e rang mondial avec 2,3 % du total mondial, très loin derrière le leader mondial : la Chine (72,8 %), la Turquie (3,7 %) et les États-Unis (3,6 %) ; le marché indien a connu une forte croissance en 2020 avec 1 161 MWth installés dans l'année (3e rang mondial).
L'Inde a installé 1 350 MWth de capteurs en 2021, soit 5,3 % du marché mondial, loin derrière la Chine (71 %), mais au 2e rang mondial exæquo avec la Turquie.
Les objectifs de la JNNSM sont : installer 20 millions de m² de capteurs solaires thermiques (chauffe-eau solaires) d'ici 2022.

## Photovoltaïque

### Production d'électricité
L'Energy Institute estime la production solaire (solaire thermodynamique inclus) de 2024 à 136,8 TWh, soit 6,7 % de la production totale d'électricité du pays ; l'Inde est au 3e rang mondial avec 6,5 % du total mondial, derrière la Chine (39,7 %) et les États-Unis (14,5 %) et devant le Japon (4,9 %).
L'Agence internationale de l'énergie estime la pénétration théorique du solaire photovoltaïque à 9,5 % de la consommation totale d'électricité du pays fin 2024 (moyenne de l'Union européenne : 14 % ; Chine : 13,1 % ; États-Unis : 7,9 %) ; cette estimation est basée sur la puissance installée au 31/12/2024, donc supérieure à la production réelle de l'année.
La production d'électricité photovoltaïque en Inde atteignait 104,7 TWh en 2022, soit 5,8 % de la production d'électricité du pays ; elle se classait au 3e rang mondial avec 8,1 % du total mondial, derrière la Chine (33,0 %) et les États-Unis (14,2 %) et devant le Japon (7,2 %).
| Année | Production (GWh) | Accroissement | Part prod.élec. |
| 2008  | 3                |               | ε               |
| 2009  | 8                | +167 %        | ε               |
| 2010  | 54               | +575 %        | 0,006 %         |
| 2011  | 1 410            | +2511 %       | 0,13 %          |
| 2012  | 2 285            | +62 %         | 0,21 %          |
| 2013  | 4 099            | +79 %         | 0,35 %          |
| 2014  | 5 789            | +41 %         | 0,45 %          |
| 2015  | 10 401           | +80 %         | 0,77 %          |
| 2016  | 18 867           | +81 %         | 1,3 %           |
| 2017  | 26 331           | +40 %         | 1,7 %           |
| 2018  | 40 357           | +53 %         | 2,5 %           |
| 2019  | 51 386           | +27 %         | 3,1 %           |
| 2020  | 62 042           | +21 %         | 4,0 %           |
| 2021  | 75 565           | +22 %         | 4,6 %           |
| 2022  | 104 739          | +39 %         | 5,8 %           |
| 2023  | 116 100          | +11 %         | 6,1 %           |
| 2024  | 136 800          | +18 %         | 6,7 %           |

La production solaire photovoltaïque a connu un véritable boom en 2011 et 2012, avec des taux de progression de 124 % et 130 %, notamment grâce à la mise en service de centrales géantes comme celle du Gujarat, d'une puissance de 214 MW ; la production a atteint 930 GWh en 2012 ; cet essor est le fruit de la Jawaharlal Nehru National Solar Mission lancée par le gouvernement en 2008, en partie pour promouvoir l'électrification rurale ; le pays s'est fixé l'objectif d'installer 20 GW d'ici 2022.

### Puissance installée
L'Inde a installé 31,9 GWc en 2024, restant au rang de 3e marché de l'année avec 5,3 % du marché mondial, loin derrière la Chine : 357,3 GWc (59 %) et les États-Unis : 47,1 GWc (7,8 %), mais devant le Pakistan (2,8 %), l'Allemagne (2,8 %) et le Brésil (2,4 %). Elle porte ainsi sa puissance installée à 124,6 GWc, soit 5,5 % du total mondial, au 3e rang mondial, derrière la Chine (1 048 GWc, 46,7 %) et les États-Unis (10,0 %) et devant l'Allemagne (4,4 %) et le Japon (4,3 %).
Selon l'Energy Institute, qui utilise les données de l'IRENA, la puissance installée solaire photovoltaïque est passée de 72 517 MWc en 2023 à 97 042 MWc en 2024 (+33,8 %), soit 5,2 % du total mondial, au 3e rang mondial, derrière la Chine (887 360 MWc, 47,7 %) et les États-Unis (175 990 MWc, 9,5 %), et devant le Japon (91 610 MWc, 4,9 %) et l'Allemagne (89 943 MWc, 4,8 %).
En 2023, l'Inde a installé 16,6 GWc, soit 4,1 % du marché mondial, 3e marché de l'année, loin derrière la Chine : 235,5 GWc (57,8 %) et les États-Unis : 33,2 GWc (8,2 %), mais devant l'Allemagne (3,5 %), le Brésil (2,9 %), l'Espagne (1,9 %) et le Japon (1,5 %). Elle porte ainsi sa puissance installée à 95,3 GWc, soit 5,9 % du total mondial, au 3e rang mondial, derrière la Chine (662 GWc, 40,8 %) et les États-Unis (10,4 %) et devant le Japon (5,6 %) et l'Allemagne (5,0 %).
En 2022, l'Inde a installé 18,1 GWc, restant au rang de 3e marché de l'année avec 7,5 % du marché mondial, loin derrière la Chine : 106 GWc (44,2 %) et presque au niveau des États-Unis : 18,6 GWc (7,7 %), mais loin devant le Brésil (4,1 %), l'Espagne (3,4 %), l'Allemagne (3,1 %) et le Japon (2,7 %). Elle porte ainsi sa puissance installée à 79,1 GWc, au 4e rang mondial avec 6,7 % du total mondial, derrière la Chine (414,5 GWc, 35 %), les États-Unis (11,9 %) et le Japon (7,2 %) et devant l'Allemagne (5,7 %).
En 2021, l'Inde a installé 13 GWc, se hissant ainsi au rang de 3e marché de l'année 2021 avec 7,4 % du marché mondial, loin derrière la Chine : 54,9 GWc et les États-Unis : 26,9 GWc, mais loin devant le Japon : 6,5 GWc et l'Allemagne 5,3 GWc. Elle porte ainsi sa puissance installée à 60,4 GWc, au 4e rang mondial avec 8,3 % du total mondial.
En 2020, l'Inde a installé 4,4 GWc, en forte baisse ; elle a ainsi été le 6e marché de l'année 2020 avec 3,2 % du marché mondial (contre 8,6 % du marché mondial en 2019, au 3e rang), portant sa puissance installée à 47,4 GWc, au 5e rang mondial avec 6,2 % du total mondial.
L'Inde a installé 10,8 GWc en 2018 contre 9,1 GWc en 2017 ; elle a ainsi été le 2e marché de l'année 2018 avec près de 11 % du marché mondial, loin derrière la Chine : 45 GWc mais devant les États-Unis : 10,6 GWc et le Japon : 6,5 GWc, portant sa puissance installée à 32,9 GWc (+49 %), au 5e rang mondial avec 6,6 % du total mondial.
Le marché indien a connu en 2017 une croissance de 132 % après 86,5 % en 2016 ; le photovoltaïque a représenté 45 % de la puissance électrique installée pendant l'année. Le gouvernement a lancé en septembre 2017 une enquête à propos des allégations de dumping sur les cellules et modules en provenance de Chine, de Taïwan et de Malaisie ; les taxes envisagées pourraient ralentir la progression du marché.
Le gouvernement indien a annoncé en mars 2015 d’ambitieux objectifs de déploiement d’énergies renouvelables, visant un total de 150 GW de capacité installée d’ici à 2022 contre 34 GW fin 2014. Le solaire se taille la part du lion, avec un objectif de 100 GWc. Fin 2015, le gouvernement a porté l'objectif 2022 d’énergies renouvelables à 175 GW, et précisé la répartition de l'objectif solaire de 100 GWc entre les installations en toitures : 40 GWc et les centrales de grande ou moyenne taille : 60 GWc. Le gouvernement a déjà approuvé 56 projets de « villes solaires » et 27 projets de parcs solaires dans 21 états avec une capacité totale de 18 GW.
La puissance solaire installée connectée au réseau atteignait 6 763 MWc au 31 mars 2016, en progression de 3 019 MWc en un an (+81 %), plus 314 MWc, en progression de 88 MWc (+39 %).
La puissance installée connectée au réseau atteignait 5 576 MWc au 7 mars 2016, dont 1 264 MW au Rajasthan, 1 024 MW au Gujarat, 679 MW au Madhya Pradesh, 636 MW au Tamil Nadu, 476 MW dans l'Andhra Pradesh, 392 MW au Telangana, 379 MW au Maharashtra et 342 MW au Punjab.
En 2014, l'Inde s'est placée au 10e rang mondial pour les installations de l'année ; sa puissance cumulée de 2 936 MWc fin 2014 la classait au 11e rang mondial ; des appels d'offres ont été organisés pour accorder les tarifs d'achat garantis.

### Politique de soutien au photovoltaïque

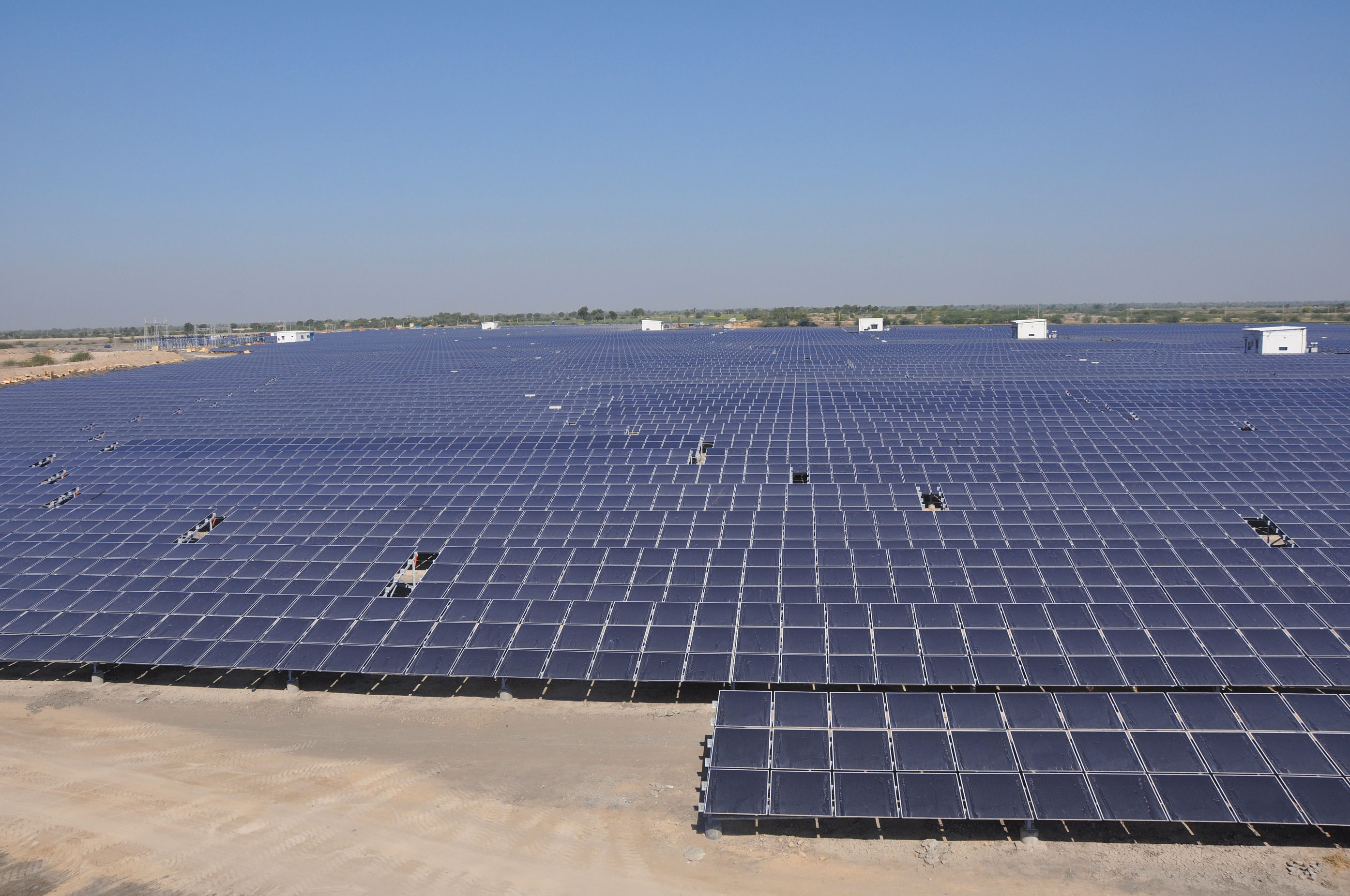
Centrale solaire de la société Astonfield (11.5 MW) à Nayaka dans le Gujarat, 23 janvier 2013.

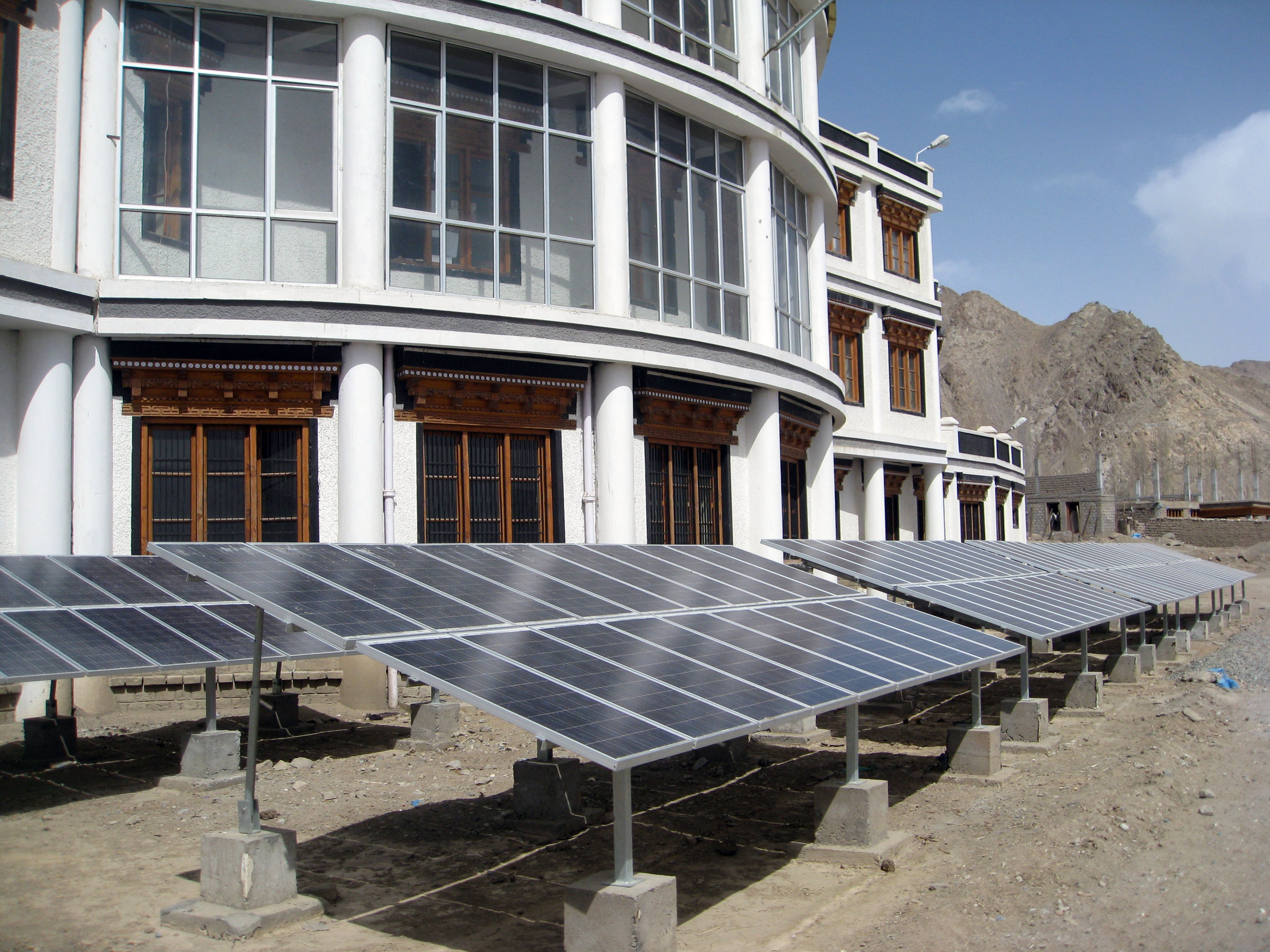
Modules photovoltaïques au LREDA Office, Leh-Ladakh, 22 avril 2011.

Le premier ministre Narendra Modi élu en mai 2014 est un fervent partisan du solaire, qu'il avait promu lorsqu'il était premier ministre du Gujarat, au point que cet état rassemblait plus du tiers de la capacité installée solaire de l'Inde à la fin 2013. Le ministre indien de l'Énergie a déclaré début octobre 2014 au journal britannique The Guardian que son gouvernement s'engage à donner accès à l'électricité à chaque foyer indien d'ici à 5 ans (au moins une ampoule électrique par foyer), et à supprimer l'usage des générateurs au diesel, alors qu'actuellement plus de 300 millions indiens ne sont pas reliés au réseau électrique. Pour cela, l'objectif de 20 GWc solaires installés en 2020 fixé par le gouvernement précédent sera largement dépassé, le nouveau gouvernement envisageant de passer rapidement à un rythme de 10 GWc installés par an (plus 6 à 8 GW/an d'éolien). À court terme, la Deutsche Bank estime que 1,5 GWc de photovoltaïque seront installés en 2014 et 2 GWc en 2015. Le premier budget du gouvernement annoncé en juillet prévoit le financement d'une série de mégacentrales solaires dans quatre états : Rajasthan, Gujarat, Himachal Pradesh et Jammu-et-Cachemire, ainsi que d'un plan d'équipement de 100 000 pompes à eau solaires pour l'agriculture dans les zones isolées et d'un plan de couverture de canaux par des centrales photovoltaïques de 1 MWc, permettant de produire de l'électricité tout en réduisant l'évaporation. Les analystes de Bloomberg Energy Finance prévoient que l'Inde pourrait compter plus de 200 GWc de photovoltaïque installés en 2030, presque autant que la capacité actuelle des centrales à charbon et estiment que, dès 2020, l'électricité des centrales solaires pourrait coûter moins cher que celle des centrales à charbon. Le gouvernement Modi a doublé la taxe sur le charbon et propose des aides pour fermer les centrales à charbon de plus de 25 ans. Cependant, le ministre ne cache pas que la production électrique issue du charbon continuera néanmoins à croître pour répondre à la double exigence d'amener l'électricité à tous les Indiens tout en répondant aux besoins d'une économie en plein développement.
Dans le cadre du National Action Plan on Climate Change (Plan d'Action National sur le Changement Climatique) présenté le 30/06/2008 par le Premier Ministre indien Manmohan Singh, un programme de promotion de l'énergie solaire intitulé Jawaharlal Nehru National Solar Mission (JNNSM) a été approuvé par le gouvernement indien le 11/01/2010 ; il comprend trois étapes pour atteindre une puissance installée solaire de 20 000 MW à la fin du 13e plan quinquennal en 2022.
Les objectifs étaient :
- production d'électricité connectée au réseau : 1 000 MW d'ici 2013 (phase 1), 3 000 MW supplémentaires d'ici 2017, grâce à l'obligation d'achat à un tarif préférentiel imposée (comme en Europe) aux distributeurs d'électricité, objectif qui pourrait être doublé moyennant des transferts internationaux de technologies et de financements ; l'objectif volontariste de 20 000 MW en 2022 dépendra de la courbe d'apprentissage des deux premières phases, qui pourra conduire à la parité réseau (coût du kWh solaire inférieur au prix du kWh réseau payé par le propriétaire de l'installation photovoltaïque) ;
- créer les conditions favorables à la naissance d'une production locale d'équipements solaires, en particulier thermiques ;
- promouvoir les applications hors réseau (1 000 MW d'ici 2017 et 2 000 MW d'ici 2022) ;
- installer 15 millions de m² de capteurs solaires thermiques (chauffe-eau solaires) d'ici 2017 et 20 millions d'ici 2022 ;
- déployer 20 millions de systèmes d'éclairage solaire pour les zones rurales d'ici 2022.

Pour la phase 1, aucune aide financière directe n'est accordée par le gouvernement pour les projets solaires connectés au réseau. Le programme de 1 000 MW a été mis en œuvre grâce à un mécanisme de groupage de quotas administratifs d'énergie solaire avec ceux d'énergie thermique classique. Pour les projets connectés aux réseaux de moins de 33 kV, un programme d'incitation à la production a été mis en œuvre qui a permis d'allouer 98 MW de projets. Pour soutenir le déploiement d'applications solaires hors réseau, le gouvernement a versé des subventions d'investissement jusqu'à 30 % du coût de référence et/ou des prêts aidés à un taux d'intérêt de 5 % (inférieur au taux du marché).
Les objectifs de la 1re phase ont été dépassés : en mai 2012, la puissance installée solaire connectée au réseau atteignait déjà 979 MWc (contre 8 MWc en janvier 2010) ; les états les plus en pointe dans ce succès sont les mieux dotés en termes d'intensité de rayonnement solaire : le Gujarat (655 MWc - 67 % du total) et le Rajasthan (198 MWc - 20 %) ; le 3e : l'Andhra Pradesh est loin derrière (22 MWc).
Le Premier ministre du Gujarat, État le plus en pointe sur le solaire, déclarait en avril 2012 que le coût de production d'électricité solaire a chuté de 15 roupies en 2008 à 8,5 roupies en 2012 et devrait finalement tomber au niveau des coûts de production d'électricité au gaz ou au charbon, soit 2,75 à 3 roupies ; le potentiel des énergies renouvelables du Gujarat a été évalué par The Energy and Resources Institute à 749 GW, dont 346 GW de solaire à concentration et 21 GW de photovoltaîque.
Le 3 décembre 2012, le Ministry of New and Renewable Energy a publié l'avant-projet de la phase 2 de la National Solar Mission : 10 GW devront être connectés au réseau, dont 4 GW relevant du programme fédéral et 6 GW de ceux des états ; la forte baisse des coûts constatée dans la phase 1 permet d'espérer la parité réseau pour 2017 ; de nouveaux objectifs sont ajoutés : 25 000 pompes solaires, 25 000 tours de télécoms alimentés par panneaux solaires, systèmes PV en toiture, etc.
En 2024, les objectifs du gouvernement indien sont de 500 GW de capacités renouvelables en 2030, qui couvriraient la moitié des besoins électriques du pays.

### Principales centrales photovoltaïques
| Puiss. (MWc)   | Nom                         | Localité                        | Province       | Surface  | Mise en service | Exploitant/Propriétaire                             |
| 30 000 à terme | Khavda                      | Khavda                          | Gujarat        | 530 km2  | 2023-2030       | Adani + TotalEnergies                               |
| 648            | Kamuthi                     | Kamuthi                         | Tamil Nadu     | 514 ha   | Septembre 2016  | Adani Power                                         |
| 345            | Charanka Solar Park         | Charanka, district de Patan     | Gujarat        | 2 180 ha | 2012-2015       | Gujarat Power Corporation Limited + 17 développeurs |
| 151            | Welspun Solar MP (Neemuch)  | Neemuch, district de Neemuch    | Madhya Pradesh | 305 ha   | 2014            | Welspun Energy                                      |
| 125            | Sakri,                      | Shivajinagar, district de Dhule | Maharashtra    |          | 2013            | Maharashtra State Power Generation Company          |
| 100            | Tehsil Bap,                 | Tehsil Bap, district de Jodhpur | Rajasthan      |          | 2015            | ACME                                                |
| 55             | Phalodi                     | Phalodi, district de Jodhpur    | Rajasthan      |          | 2013            |                                                     |
| 52             | Baramati,                   | Baramati, district de Pune      | Maharashtra    |          | 2014            | Welspun Renewables                                  |
| 50             | Rajgarh                     | Rajgarh, district de Rajgarh    | Madhya Pradesh |          | 2014            | NTPC Ltd                                            |
| 40             | Dhirubhai Ambani Solar Park | Pokharan, district de Jaisalmer | Rajasthan      | 140 ha   | avril 2012      |                                                     |
| 40             | Bitta Solar Power Plant     | Bitta, district de Kutch        | Gujarat        | 142 ha   | janvier 2012    | Adani Power                                         |
| 30             | Moser Baer                  |                                 | Gujarat        |          | octobre 2011    |                                                     |
| 25             | Mithapur Solar Power Plant  |                                 | Gujarat        | x ha     | janvier 2012    | Tata Power                                          |

Le Gujarat a confié à la Gujarat Power Corporation Limited l'organisation du développement du Gujarat Solar Park, nom donné à un groupe de parc solaire dont le principal est celui de Charanka ; au total, 857 MWc avaient été mis en service fin mars 2013 ; en avril 2012, le gouvernement avait déjà signé des protocoles d'accord pour 968,5 MW.

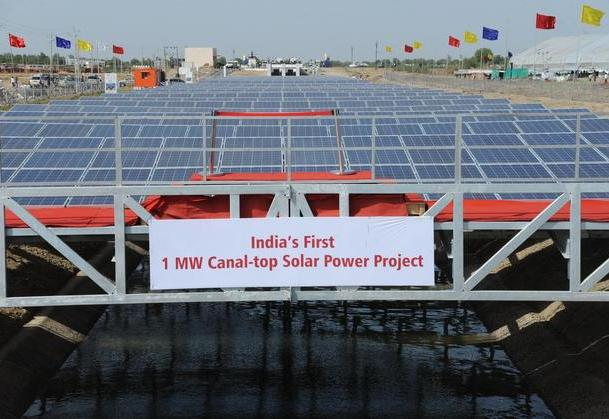
Parc solaire au-dessus d'un canal dans le Gujarat.

Le Gujarat a lancé un programme de construction de centrales solaires photovoltaïques en couverture de canaux, avec comme bénéfice secondaire une diminution de l'évaporation.
En janvier 2014 a été annoncé un projet de construction de la plus grande centrale solaire du monde, d'une surface de 77 km2 plus grande que l'île de Manhattan, capable de générer 4 000 MW dans l'État du Rajasthan, près du lac salé de Sambhar ; le coût du projet, dont la construction est prévue sur sept ans, est évalué à 4,4 milliards de $ ; sa production annuelle serait de 6,4 TWh et éviterait l'émission de 4 millions de tonnes de CO2 par an ; ses six opérateurs (dont Solar Energy Corp), tous des entreprises publiques, estiment que grâce aux économies d'échelle, le coût du kWh de cette centrale, sera abaissé à 5/5,5 roupies, alors que, selon le ministère des Énergies renouvelables et nouvelles, le kWh produit à partir du gaz naturel coûte (fin 2013) environ 5,5 roupies, (2,5 roupies pour le charbon importé et 3 roupies pour le nucléaire) tandis qu'il est de 7,5 roupies pour le kWh solaire, en net recul par rapport aux 17 roupies de 2010 ; ce projet est cependant critiqué par le Center for Science and Environment de New Delhi, un think tank environnementaliste, pour qui injecter 4 000 MW sur un réseau électrique inadapté et dans un état précaire, qui perd 20 % de l’électricité produite lors de sa transmission et sa distribution, n'est pas la bonne solution pour un pays où 50 % de la population vit dans des villages qui n'ont pas accès à l'électricité ; un programme de production solaire décentralisée, avec une multitude de petites centrales en zone rurale, serait plus adapté ; Rajendra Pachauri, directeur général du Energy and Resources Institute (TERI) de New Delhi et président du GIEC, préconise de mener de front les deux approches : grandes centrales pour alimenter les villes et petites installations pour les villages,.
En 2023, Adani Green Energy, coentreprise entre le groupe indien Adani et TotalEnergies, lance la construction du parc d'énergies renouvelables de Khavda, au Gujarat, près de la frontière pakistanaise, qui devrait atteindre 30 GW vers 2030, dont 26 GWc de solaire photovoltaïque. 60 millions de panneaux solaires seront installés sur une superficie de 530 km2, soit cinq fois la taille de Paris intramuros. En octobre 2024, 2 GWc de solaire et 250 MW d'éolien ont déjà été installés, et Adani Green Energy compte ajouter 4 à 5 GW par an. A son achèvement, ce sera de loin la plus grande centrale du monde. Les températures dépassent régulièrement 50 °C à Khavda, le taux d'irradiation solaire atteint 2 060 kWh/m2, soit 25 % de plus qu'en Provence-Alpes-Côte d'Azur, région la plus favorisée en France. Le facteur de charge y est de 33 % dans le solaire, contre 14 % en moyenne en France métropolitaine et de 35 % dans l'éolien (22,5 % en France). Les 6 premiers GW ont déjà été vendus aux opérateurs électriques de différents États indiens, à un prix deux fois moindre que les contrats de long terme passés en France, pour vingt-cinq ans. Les panneaux solaires sont importés à 90 %, de Chine principalement mais aussi du Vietnam ou de Malaisie, contre 10 % provenant des usines d'Adani situées près du port de Mundra, mais Adani compte inverser la proportion dès 2025 en augmentant ses capacités de production de 4 à 10 GWc.

## Énergie solaire thermodynamique
Selon l'Energy Institute, qui utilise les données de l'IRENA, la puissance installée solaire thermodynamique est de 343 MWc en 2024 comme en 2022 et 2023, soit 5,0 % du total mondial, au 7e rang mondial, derrière l'Espagne (2 302 MWc, 33,5 %), les États-Unis (1 480 MWc, 21,5 %), les Émirats arabes unis (8,7 %), la Chine (8,3 %), le Maroc (7,9 %) et l'Afrique du sud (7,3 %).

### Principales centrales solaires thermodynamiques
| Nom                     | Localisation       | État           | Date de mise en service | Technologie                 | Puissance en MW | Constructeur   |
| Rajasthan Sun Technique | Dhursar, Jaisalmer | Rajasthan      | novembre 2014           | Lentille de Fresnel         | 125             | Reliance power |
| Godawari                | Naukh              | Rajasthan      | juin 2013,              | Miroir cylindro-parabolique | 50              |                |
| Megha Engineering       | Anantapur          | Andhra Pradesh | 2014                    | Miroir cylindro-parabolique | 50              | [ 45 ]         |
| ACME Solar Tower        | Bikaner            | Rajasthan      | 2011                    | Tour solaire                | 2,5             | [ 46 ]         |

Un projet de grande taille (le plus grand d'Asie) de centrale solaire thermique à concentration a été annoncé en avril 2011 par AREVA : deux unités de 125 MW chacune utilisant la technologie à réflecteur Fresnel linéaire compact (CLFR) devaient être installés par AREVA pour Reliance Power of India dans le Rajasthan ; la première unité devait être mise en service en mai 2013. En fait, cette première unité, Rajasthan Sun Technique, n'a été mise en service qu'en novembre 2014.
En 2017, un seul projet était en construction en Inde : la centrale à cycle combiné solaire intégré (ISCC) de Dadri (14 MW) ; les projets à plus long terme totalisaient 250 MW.
| Puiss. (MW) | Nom                                   | Région        | Localisation      | Début construction | Technologie                 | Notes                                  |
| 100         | Diwakar                               | Rajasthan     | Askandra          | 2013               | Miroir cylindro-parabolique | 4 h de stockage de chaleur             |
| 100         | KVK Energy Solar Project              | Rajasthan     | Askandra          | 2013               | Miroir cylindro-parabolique | 4 h de stockage de chaleur             |
| 25          | Gujarat Solar One (Cargo Solar Power) | Gujarat       | District de Kutch | 2014               | Miroir cylindro-parabolique | 9 h de stockage de chaleur,            |
| 50          | Abhijeet Solar Project                | Rajasthan     | Phalodi           | 2015               | Miroir cylindro-parabolique | Corporate ispat alloy                  |
| 14          | Dadri                                 | Uttar Pradesh | Dadri             | 2016               | Lentille de Fresnel         | intégré à la centrale charbon de Dadri |

### Politique de soutien au solaire thermodynamique
Le gouvernement indien a réduit le financement prévu pour la filière thermodynamique au profit du photovoltaïque dans le cadre du programme Jawaharlal Nehru National Solar Mission (JNNSM), qui vise 20 GW solaires d'ici 2022. Sur les sept projets solaires thermodynamiques validés en 2010 dans le cadre de la première phase du programme, seuls deux ont respecté les délais de construction : Godawari et Rajasthan Sun Technique (cf supra) ; un troisième projet, Megha Enggineering, est en cours de construction en 2014 ; les quatre autres projets développés par Lanco Solar (100 MW), KVK Energy (100 MW), Corporate Ispat (50 MW) et Aurum Ventures (20 MW) sont retardés et pourraient être annulés.
Le Ministère des Énergies Renouvelables, dans le cadre d'un programme du PNUD (UNDP-GEF United Nations Development Program - Global Environmental Facility), a lancé début 2013 un appel à projets pour la construction de 90 centrales solaires thermiques à concentration.